# Mikel Rico
Mikel Rico Moreno (Basauri, Vizcaya, España, 4 de noviembre de 1984) es un exfutbolista español que jugaba de mediocentro. 
Tras iniciarse como futbolista en la UB Conquense y destacar en clubes como la SD Huesca o el Granada CF, fichó por el Athletic Club en 2013. Posteriormente, tuvo una dilatada trayectoria hasta los 39 años con más de 700 partidos disputados. Tras colgar las botas en mayo de 2024 con el Cartagena, se enfundó los colores de Porcinos en la Kings League durante un año, hasta que abondonó el equipo de Ibai Llanos en marzo de 2025.

## Trayectoria

### Inicios
Natural de Arrigorriaga, Mikel Rico se formó en la categorías inferiores del Danok Bat bilbaíno, donde estuvo seis temporadas en categoría alevín, infantil y cadete. En el año 2000 se unió a los juveniles del Basconia, donde estuvo tres temporadas. Los juveniles del Basconia no formaban parte de la estructura del Athletic Club, a pesar de que el primer equipo era el segundo filial del club rojiblanco desde 1997. Sin embargo, llegó a disputar los minutos finales de un encuentro con el Basconia, el 11 de abril de 2001, bajo las órdenes de Mendilibar.
Tras finalizar su etapa como juvenil, en 2003, decidió emprender una arriesgada aventura en la Unión Balompédica Conquense, fichando por su equipo filial de Tercera División. En enero de 2004 se incorporó al primer equipo castellano-manchego, que se encontraba en Segunda División B. Tras el descenso a Tercera División del conjunto conquense en 2006, fichó por el Polideportivo Ejido de Segunda División. La temporada 2007/08, tras no tener demasiada continuidad, estuvo cedido en la SD Huesca, con el que consiguió el ascenso a Segunda División, siendo una pieza muy importante. Regresó al equipo ejidense, que acababa de descender a Segunda División B, donde fue titular habitual. Volvió a Huesca para la campaña 2009-10, donde fue titular indiscutible.

### Granada
Tras el gran nivel mostrado, el Granada le incorporó, en verano de 2010, a cambio de 600.000 euros. En su primera temporada en el conjunto nazarí consiguió el ascenso a Primera División. El 31 de octubre de 2011 marcó su primer gol en Primera División, en el Estadio Ramón Sánchez-Pizjuán, ante el Sevilla (1-2). En las tres temporadas que estuvo en Granada, participó en 122 de 126 encuentros posibles.

### Athletic Club
Tras varios meses de especulaciones, en agosto de 2013 fichó por el Athletic Club a cambio de 2,5 millones de euros. El 6 de octubre de 2013 anotó su primer gol con el conjunto rojiblanco, en un empate a uno ante el Valencia. Participó en la Liga de Campeones de la UEFA 2014-15, tras acabar cuarto en su primera temporada en Liga como rojiblanco, además de alcanzar la final de la Copa del Rey de 2015 frente al Barcelona, donde fue titular. En la primera y segunda temporada fue fijo en el centro del campo junto a Ander Iturraspe, de hecho, únicamente se perdió siete partidos de 101 posibles.
En agosto consiguió el título de campeón de la Supercopa de España de 2015 al superar al Barcelona, a doble partido, aunque sólo jugó los minutos finales del partido de vuelta debido a una lesión el primer día de entrenamientos. Desde entonces, desapareció de las alineaciones de Ernesto Valverde debido al buen rendimiento de San José y Beñat. Lo cierto es que, sumando las temporadas 2015/16 y 2016/17, apenas superó los 2.000 minutos de juego repartidos en 53 partidos, que contrastaban con los 54 partidos y más de 4.100 minutos de la temporada 2014/15.
En verano de 2017, con la llegada de Mikel Vesga, la situación empeoró. En los primeros meses sólo jugó los minutos finales de tres partidos de Liga Europa. No fue hasta el 19 de noviembre, debido al mal momento de forma de sus compañeros, cuando Ziganda decidió hacerle jugar casi toda la segunda parte ante el Villarreal en Liga. En ese momento, pasó a ser titular gracias a su intensidad y despliegue físico en el campo. El 2 de febrero de 2018 se anunció su renovación por una temporada más. El 15 de febrero anotó un gol ante el Spartak Moscú (1-3), en el partido de ida de dieciseisavos de la Liga Europa disputado en el Otkrytie Arena, que supuso su primer tanto en competición europea. Una semana después sufrió una lesión muscular en el partido de vuelta ante el equipo ruso. A su regreso, el 15 de marzo ante el Olympique de Marsella, padeció una nueva lesión muscular de casi un mes de duración.
El 24 de abril de 2019 fue titular en el encuentro ante el CD Leganés, en Butarque (0-1), alcanzando así su partido número 200 en Primera División. El 30 de abril el Athletic Club anunció que el centrocampista no seguiría en el club la próxima temporada.

### SD Huesca
El 7 de julio de 2019 se confirmó su regreso a la SD Huesca, recién descendido a Segunda División.Fue el único jugador de la plantilla en disputar las 42 jornadas, además de lograr siete goles que contribuyeron al ascenso de categoría.Al término de la temporada 2021-22, con el equipo en Segunda, decidió abandonar el club oscense en busca de nuevos retos.

### FC Cartagena
El 24 de junio de 2022 firmó por el FC Cartagena de Segunda División.En su debut con el cuadro albinegro marcó uno de los tantos frente a la SD Ponferradina (2-3). El 10 de septiembre abrió el marcador merced a un potente disparo ante el Albacete (2-1).Tras una buena primera temporada, continuó una campaña más en el club cartagenero. Finalmente, el 24 de mayo de 2024 anunció su retirada como futbolista.

## Clubes
Categorías inferiores
| Club                   | País   | Año       |
| ---------------------- | ------ | --------- |
| Danok Bat              | España | 1994-2000 |
| Baskonia Fútbol Eskola | España | 2000-2003 |

Profesional
| Club                     | País   | Año       | Partidos | Goles |
| ------------------------ | ------ | --------- | -------- | ----- |
| CD Basconia              | España | 2001      | 1        | 0     |
| UB Conquense "B"         | España | 2003-2004 | ¿?       | ¿?    |
| UB Conquense             | España | 2004-2006 | 87       | 13    |
| Club Polideportivo Ejido | España | 2006-2007 | 21       | 1     |
| SD Huesca (cedido)       | España | 2007-2008 | 40       | 6     |
| Club Polideportivo Ejido | España | 2008-2009 | 42       | 3     |
| SD Huesca                | España | 2009-2010 | 43       | 5     |
| Granada CF               | España | 2010-2013 | 122      | 7     |
| Athletic Club            | España | 2013-2019 | 176      | 14    |
| SD Huesca                | España | 2019-2022 | 106      | 8     |
| FC Cartagena             | España | 2022-2024 | 72       | 3     |

## Palmarés

### Torneos nacionales
| Título              | Podio   | País          | Club   | Año  |
| ------------------- | ------- | ------------- | ------ | ---- |
| Supercopa de España | Campeón | Athletic Club | España | 2015 |
| Segunda División    | Campeón | SD Huesca     | España | 2020 |